# Магомедов, Шамидхан Абдулабекович
Шамидхан Абдулабекович Магомедов (род. 24 июля 1994 года) — российский боец смешанного стиля (ММА), представитель полусредней весовой категории. Выступает на профессиональном уровне с 2017 года. Чемпион России по Союзу ММА России (2018). Мастер спорта России по спортивной борьбе. 

## Спортивные достижения

### Смешанные единоборства
- Legacy Fighting Alliance
  -  Чемпион LFA в полусреднем весе.
- Чемпионат России по Союзу ММА России (Челябинск 2018[2]) —

## Статистика ММА
| Боёв 4          | Побед 3 | Поражений 1 |
| --------------- | ------- | ----------- |
| Нокаутом        | 1       | 0           |
| Сдачей          | 1       | 0           |
| Решением        | 1       | 1           |
| Ничьи           | 0       | 0           |
| Не состоявшихся | 0       | 0           |

| Результат | Рекорд | Соперник        | Способ                       | Турнир                           | Дата            | Раунд | Время | Место | Примечание         |
| --------- | ------ | --------------- | ---------------------------- | -------------------------------- | --------------- | ----- | ----- | ----- | ------------------ |
| Поражение | 2-1    | Расул Маммаев   | Решением (единогласным)      | Eagle FC 36: Дайнеко - Тимошенко | 29 мая 2021     | 3     | 5:00  |       |                    |
| Победа    | 2-0    | Николас Вилли   | Техническим нокаутом (удары) | ROC 71 Ring of Combat 71         | 21 февраля 2020 | 2     | 2:47  |       |                    |
| Победа    | 1-0    | Кабдулла Калиев | Сабмишном (удушение сзади)   | SOW Selection of Warriors 5      | 9 сентября 2017 | 2     | 3:18  |       | Дебют в проф. ММА. |